# 윌리엄 L. 샤이러

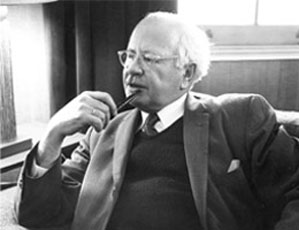

윌리엄 로렌스 샤이러(William Lawrence Shirer, 1904년 2월 23일 ~ 1993년 12월 28일)는 미국의 언론인이자 전쟁 특파원이었다. 나치 독일의 역사인 《제3제국의 흥망성쇠》를 저술했다. 원래 해외 특파원이었던 샤이러는 CBS 라디오 기자 팀을 위해 고용한 최초의 기자였다. 그는 나치 독재의 발흥기부터 제2차 세계 대전 (1939-1940)의 첫 해까지 베를린에서 방송한 것으로 유명해졌다.
샤이러는 《제3제국의 흥망성쇠》 외에도 12권 이상의 책을 저술했다. 《제3제국의 흥망성쇠》는 대중적으로는 성공을 거뒀지만, 학술적 반응은 긍정적이지만은 않았다. 많은 역사학자들이 샤이러의 책을 비판하였다. 예를 들어, 리처드 J. 에반스는 그 "성공에 대한 이유가 있다"고 하였지만, 샤이러가 학문적 주류 밖에서 일했으며 샤이러의 설명이 당시의 역사적 학술을 참조하지 못했다고 하였다.